# 秋鹿真人
秋鹿 真人（あきしか まさひと、1975年6月18日 - ）は、NHKのアナウンサー。

## 人物
千葉県横芝光町出身。私立渋谷教育学園幕張高等学校、早稲田大学政治経済学部卒業後、1998年入局。

## 嗜好・挿話
- 趣味は扇子・うちわ集め。
- 特技は俳句で、句会に参加している。
- 身長は174cm。低い声とふくよかな体型が特徴[3]。ナレーションを担当する事が多い。

## 現在の担当番組・業務
- 上方演芸会（司会）（2018年度 - ）
- 歴史探偵（探偵（リポーター）：2024年6月26日 - 他のアナウンサーと交代で出演）
- 関西ラジオワイド（パーソナリティー：2025年4月 - ）
- 関西のニュース・中継・リポート

## 過去の担当番組
徳島放送局時代
- 徳島県のニュース・中継・リポート

松山放送局時代
- いよかんホットライン（キャスター）
- いよかんワイド（キャスター）
- おはよう四国（キャスター）
- 愛媛県・四国地方のニュース・中継・リポート

大阪放送局時代（2007年度 - 2011年6月）
- もっともっと関西2!（2007年11月 - 2008年3月6日）
- ぐるっと関西プラス（2008年8月 - 2009年3月）
- ぐるっと関西おひるまえ（2009・2010年度）
- あほやねん!すきやねん!（2011年3月4日）
- ひるブラ（2011年7月18日・19日）
- 関西のニュース・中継・リポート

ラジオセンター時代（2011年7月 - 2013年度）
- ちきゅうラジオ（2013年 - 2014年3月8日・つぶやきくんとして出演）
- DJ日本史（2013年11月 - 2014年3月、DJアッキーとして出演）

東京アナウンス室時代（2014年度 - 2017年度）
- Nスペ5min. ナレーション（2014年4月5日・2014年6月7日）
- さわやか自然百景 新春特集 ナレーション（春・秋 パート 担当  2015年1月4日）
- 英語で読む村上春樹 TVピープル 原文朗読（2015年4月5日 - 2015年9月20日・全18回）
- NHKスペシャル「アジア巨大遺跡」（2015年10月17日・18日・11月7日・8日）
- 明日へ1min  浜のかあちゃん（ナレーション・不定期放送）※一度だけリポーターとして顔出し出演した。
- ワイルドライフ（ナレーション）
- Rの法則（2014年3月31日 - 2018年3月28日）
- にっぽんの芸能（2016年4月8日 - 2018年3月30日）
- みちのく モノがたり（ナレーション・不定期放送・2016年7月20日  ～雄勝の硯～ 回から）
- 古典芸能への招待 案内役（2015年4月26日 - ・不定期）
- ダーウィンが来た!  ナレーション（2016年5月22日・第460回  大探査!西之島  知られざる大自然から）
- 新日本風土記（サブナレーション・2017年9月22日 - ・仙台回から・中山庸介と隔週で担当）
- 土曜時代ドラマ アシガール（ナレーション・2017年9月23日から2017年12月16日・全12回）
- プレマップ（ナレーション・不定期）
- ラジオニュース（金曜日20時 - 土曜日8時まで・不定期）

奈良放送局時代（2018年度 - 2023年度）
- ならナビ（編集責任・吉田真人、大川悠介のキャスター代行など）
- なら845（不定期）
- ぐるっと関西おひるまえ奈良（編集責任）
- アナウンスグループ統括
- 関西発ラジオ深夜便（アンカー・2023年6月16日 - 17日）

大阪放送局時代（2度目）（2024年度 - ）
- 歴史探偵（探偵・2024年6月26日 - ）